# Barnängens koloniträdgårdsförening

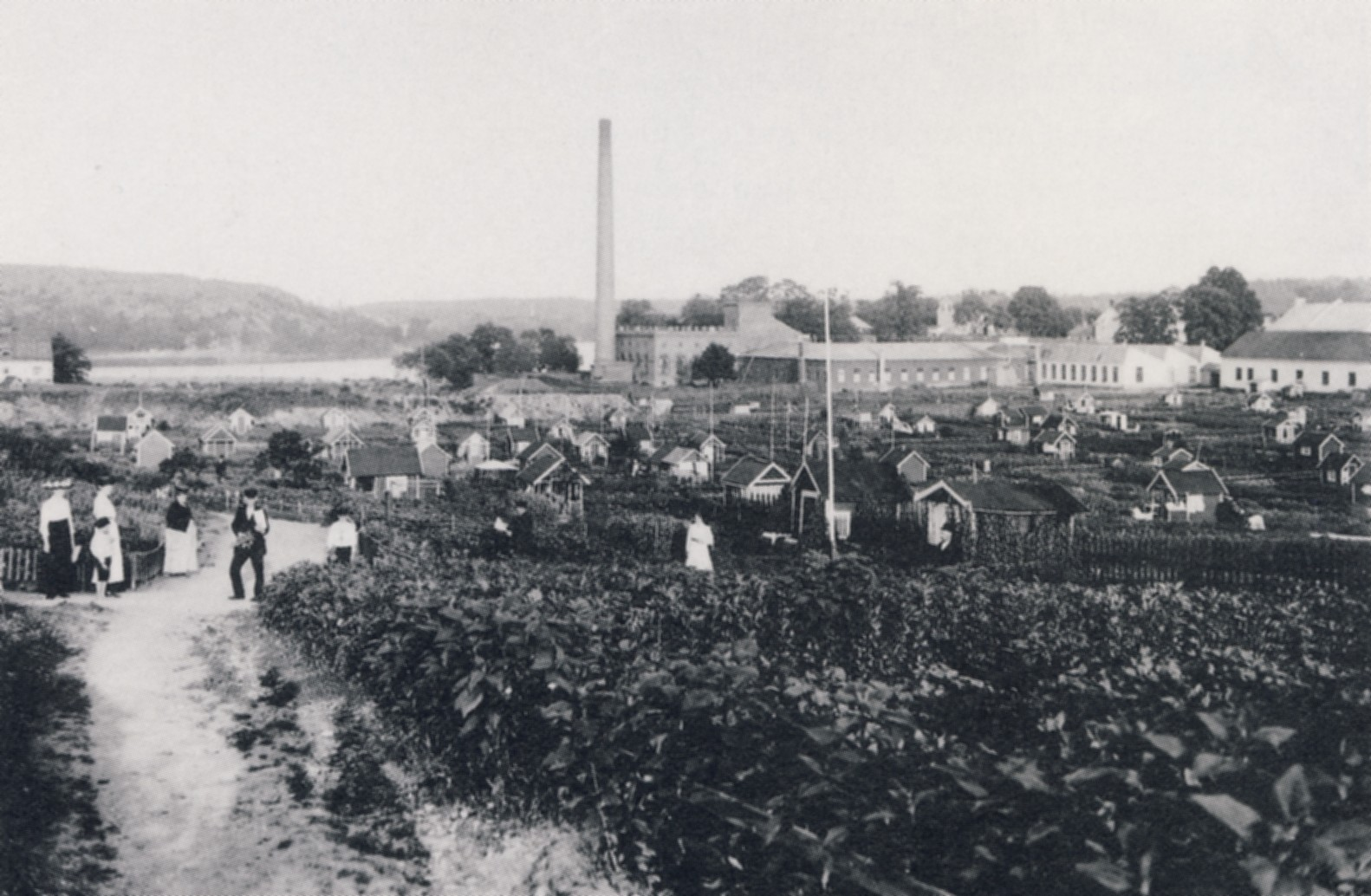
Barnängens koloniträdgård 1915

Barnängens koloniträdgårdsförening är en koloniträdgård på Södermalm i Stockholm. Koloniområdet ligger i norra delen av Vitabergsparken nedanför Sofia kyrka och gränser mot Skånegatan och Stora Mejtens gränd. Området är klassificerat som kvartersmark i gällande stadsplan från 1974. Barnängens koloniområde är utpekat av Stadsmuseet som en särskilt värdefull kulturhistorisk miljö.
Namnet "Barnängen" kommer från det barnhem som Danvikens Hospital anlade på samma plats i slutet av 1500-talet och här låg Barnängens Tekniska Fabrik fram till 1920-talet.
Barnängens koloniområde anlades 1906 och var en av de första i Stockholm. Initiativtagare var Anna Lindhagen, hon hittade förebilden för kolonirörelsen i Danmark och började anlägga liknande koloniträdgårdar 1905 på Norra Djurgården i Stockholm. Koloniområdet i Barnängen är idag bara en liten rest av de hundratals kolonilotter som en gång låg här och som sträckte sig ända ner till Hammarby sjö.
Med åren använde Stockholms stad allt mer av Barnängens mark för att bygga bostadshus. Idag har området 28 lotter kvar med stugor samt 13 odlingslotter. Många av stugorna är i original sedan starten och uppförda efter typritningar gjorda av arkitekten Ragnar Östberg.

## Bilder

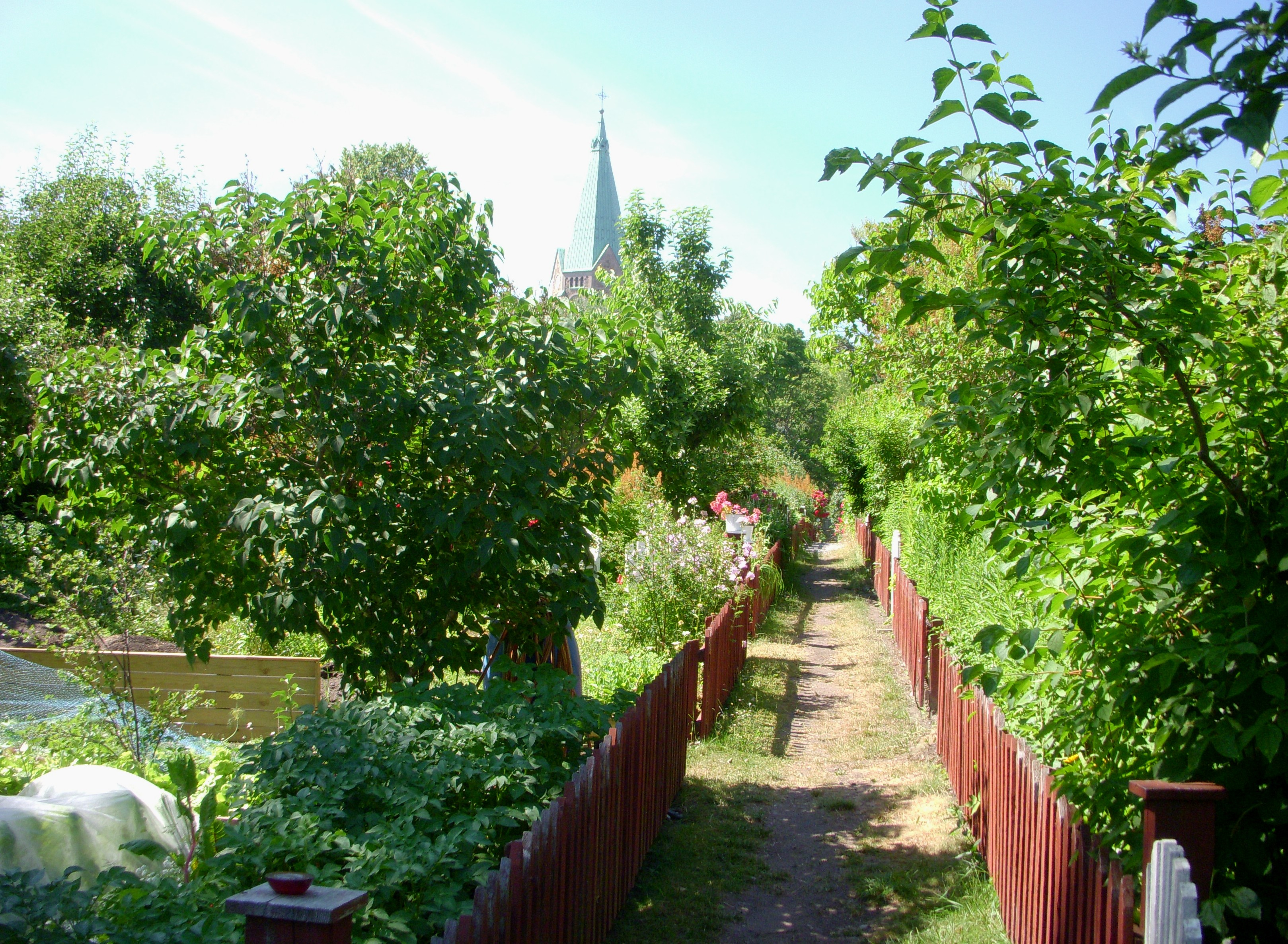
Huvudgången västerut med Sofia kyrka
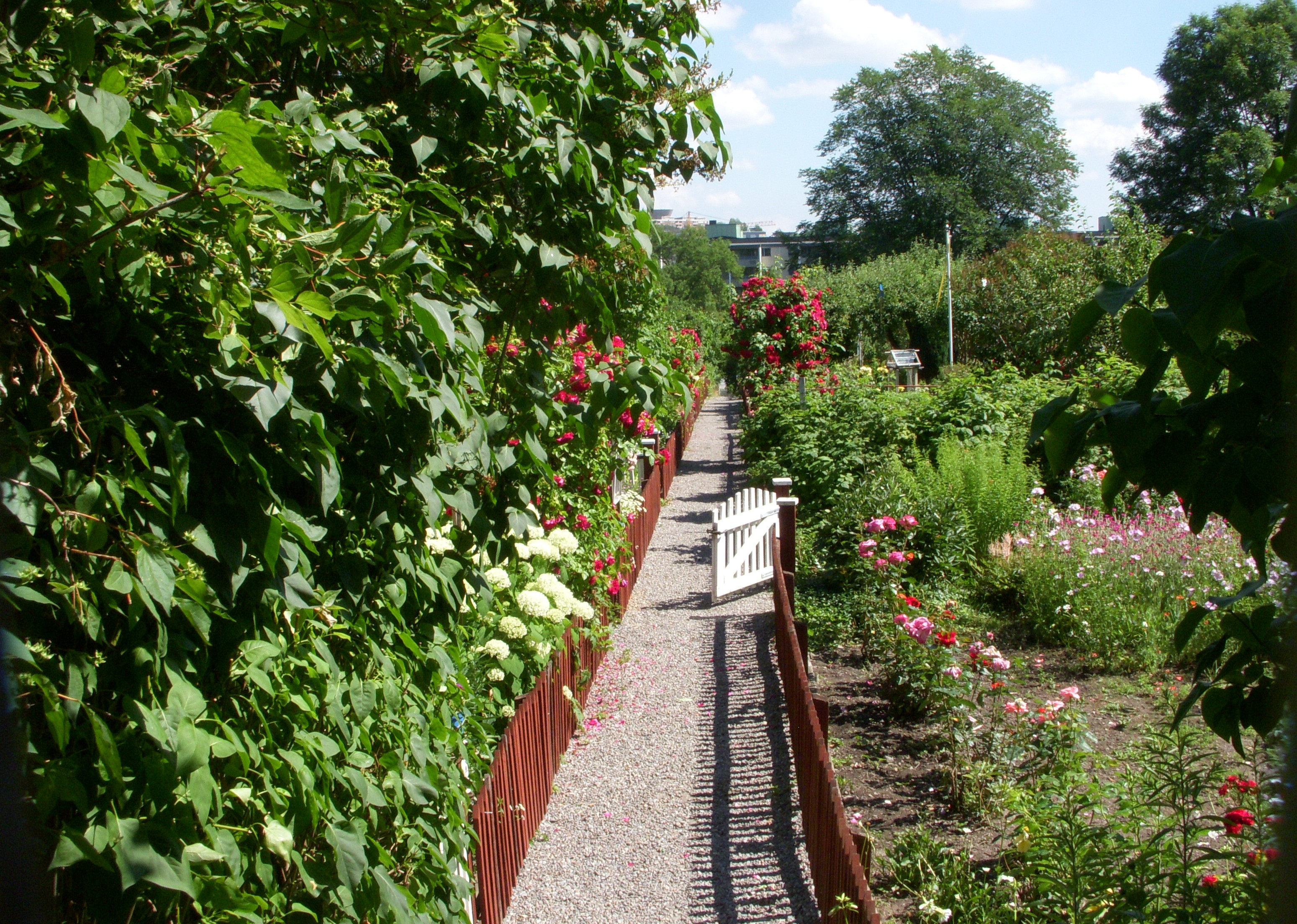
Huvudgången österut
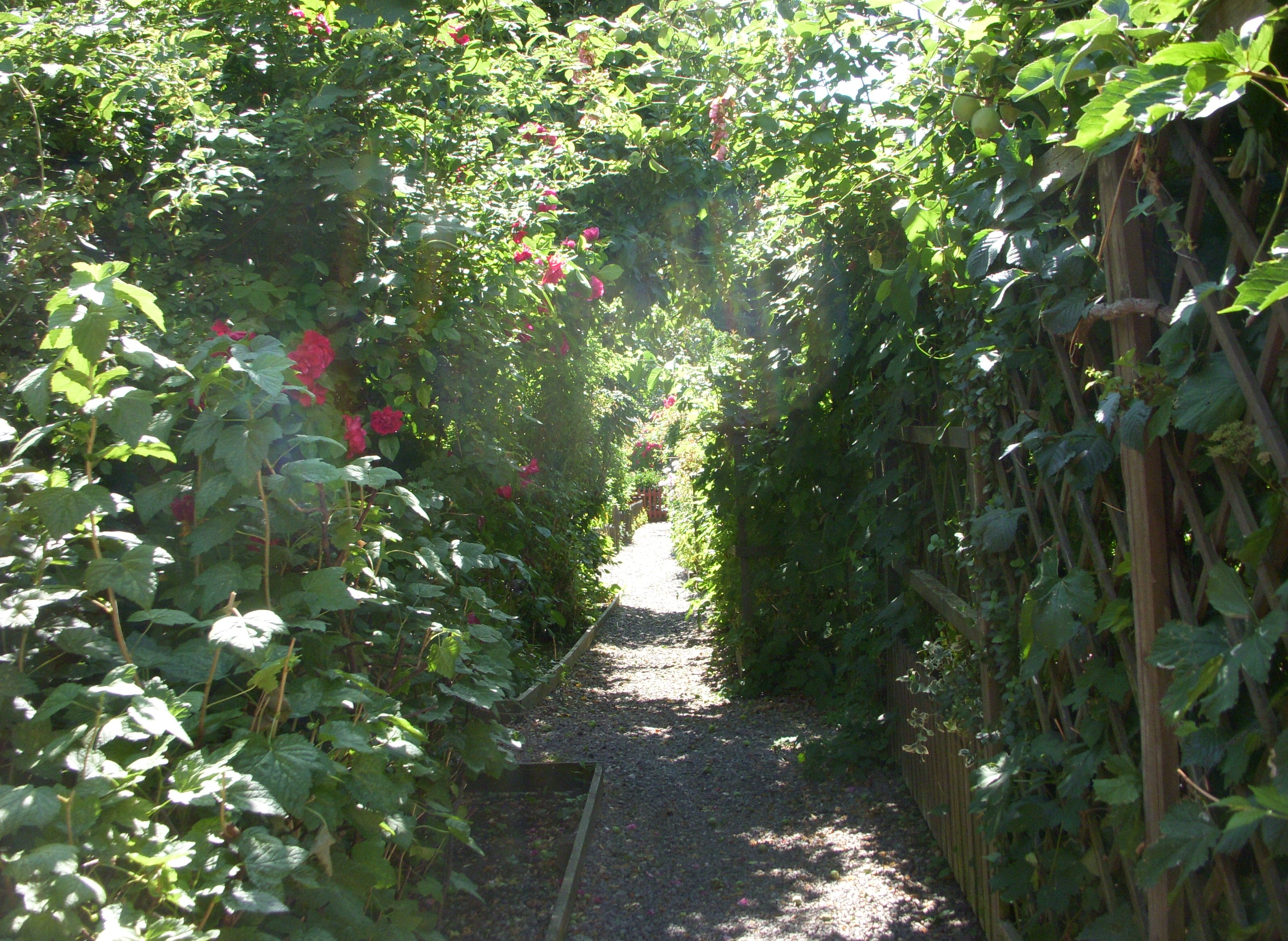
På en av gångarna